# Anne Vrana-O’Brien
Anne Marie Vrana-O’Brien (* 22. August 1911 in Schenectady, New York; † 30. Juli 2007 in Tustin, Kalifornien) war eine US-amerikanische Leichtathletin, die für die USA bei den Olympischen Spielen 1928 und 1936 startete und 1932 den Weltrekord über 80 Meter Hürden einstellte.

## Leben
Anne Vranas Eltern stammten aus Ungarn. Die Familie zog nach Kalifornien, als Anne noch sehr jung war. Sie begann mit der Leichtathletik in der John C. Fremont High School in Los Angeles.:2. Nach der High School wurde sie Mitglied im Pasadena Athletic Club, der eine damals seltene Frauenmannschaft hatte. Bei den Amerikanischen Meisterschaften 1927 der AAU trat sie zum ersten Mal national in Erscheinung durch einen 2. Platz im Weitsprung und den Sieg in der 4-mal110-Yards-Staffel. Über 100 Meter, ihrer besten Disziplin, schied sie durch Fehlstarts aus. Vrana qualifizierte sich als Dritte der US-Trials im 100-Meter-Lauf für die Olympischen Spiele 1928 in Amsterdam, wo sie sich als Dritte im Vorlauf nicht für den Endlauf qualifizieren konnte.
Nach den Spielen heiratete sie 1930 Howard O’Brien, der auch an der Fremont High Leichtathletik betrieben hatte. Anschließend startete sie als Anne O’Brien. O’Brien nahm nun die 80 Meter Hürden auf und stellte 1932 mit 11,8 s in Pasadena den Weltrekord von Marjorie Clark aus dem Vorjahr ein.
1932 stürzte sie an der 4. Hürde bei den U.S. Trials als Favoritin vor den beiden später bei den Olympischen Spielen schnellsten Frauen der Welt, Babe Didrikson und Evelyne Hall. Durch eine allergische Reaktion auf die erforderliche Tetanusimpfung konnte sie auch nicht über 100 Meter im Halbfinale starten. Sie wurde als Ersatzläuferin über 80 Meter Hürden aufgestellt, kam jedoch nicht zum Einsatz.
O’Brien wurde 1934 Mutter einer Tochter, setzte aber ihre sportliche Karriere fort und qualifizierte sich als Siegerin über 80 Meter Hürden in den U.S. Trials 1936 für die Olympischen Spiele in Berlin. Dort konnte sie sich als Vierte des Halbfinales jedoch knapp nicht für das Finale qualifizieren. Sie startete bei lokalen Sportfesten in Kalifornien bis über ihren 40. Geburtstag hinaus.